# Marinus Valentijn
Marinus Valentijn   (Rucphen, 21 d'octubre de 1900 - Rucphen, 3 de novembre de 1991) va ser un ciclista neerlandès que fou professional durant els anys 30. En el seu palmarès destaquen una medalla de bronze al Campionat del Món de ciclisme de 1933 i els Campionats dels Països Baixos en ruta de 1932 i 1935.

## Palmarès
- 1929
  - 1r de la Haia-Brussel·les
- 1930
  - 1r de la Haia-Brussel·les
- 1932
  -  Campió dels Països Baixos en ruta
  - 1r de la Volta Nord-est-Brabant
- 1933
  -  Medalla de bronze al Campionat del Món de ciclisme
- 1935
  -  Campió dels Països Baixos en ruta
  - 1r a Wouw
- 1936
  - 1r a Beemster

### Resulyats a la Volta a Espanya
- 1935. 10è de la classificació general[4]